# Tehching Hsieh
Tehching (Sam) Hsieh (謝德慶; Nanjhou, Pingtung County, Taiwan, 31 dicembre 1950) è un artista performativo statunitense.

## Vita e opere
Emigrato negli Stati Uniti, visse a New York come immigrato irregolare per 14 anni (venne regolarizzato nel 1988). 
A partire dal 1978 iniziò  a sperimentare una pratica performativa caratterizzata dalla drastica modificazione di importanti aspetti della sua propria vita quotidiana in base a dei restringimenti o limitazioni autoimposte. Questa serie di sperimentazioni venne organizzata in una serie di cinque cicli di un anno, one-year-performance (tra il 1978 e il 1986).
Prima di iniziare a realizzare qualsiasi lavoro faceva firmare ad un avvocato un documento (uno statement).
Nel 1978 si costruì una cella nel suo studio e si rinchiuse all'interno per un anno, senza leggere, guardare la tv, ecc. Un anno passato a far niente, un anno buttato.
Due anni dopo eseguì una nuova performance per la quale installò una timbratrice per cartellini da ufficio nel suo studio: lo scopo era timbrare il cartellino allo scoccare di ogni ora per tutto il tempo dell'esibizione, 24 ore su 24, senza quindi poter dormire per più di un'ora consecutiva.
Nel 1981 decise di stare per un anno all'esterno, cioè senza mai entrare in alcun edificio. In realtà fece una piccola eccezione di una notte poiché finì in questura per aver picchiato dei teppisti che lo avevano minacciato.
Nel 1983 coinvolge un'altra artista, Linda Montano, e decisero di legarsi con una corda più o meno di 2,5m intorno alla vita. La particolarità di questo esperimento fu che, nonostante i due artisti fossero legati, non dovettero toccarsi per tutta la durata, ovvero un anno.
Con queste opere vuole amplificare il senso di costrizione che circonda noi tutti, ce lo fa capire utilizzando magari dei gesti quotidiani, gesti banali ma attorno ai quali ruota la nostra vita. Esprime l'impossibilità di vivere al di fuori di questa banalità.
Hsieh nel 1985 realizza un'altra sua performance dove per un anno si astiene dall'arte, cioè non facendone più, non pensandone, non entrando in musei. Nel 1986 comincia la più lunga performance dell'artista: Tehching Hsieh 1986–1999 (Thirteen Year Plan). Per un periodo di tredici anni l'artista si impegna a continuare il suo lavoro, senza mostrarlo pubblicamente.  La performance è cominciata nel giorno del compleanno dell'artista, 31 dicembre. Dal 2000 Tehching Hsieh ha ripreso la dimensione pubblica del suo lavoro, realizzando mostre e interviste.
- www.one-year-performance.com, su one-year-performance.com.